# Magude (Distrikt)

Lage des Distrikts Magude in Mosambik

Magude ist ein Distrikt der Provinz Maputo in Mosambik mit Verwaltungssitz in der namensgebenden Kleinstadt Magude. Sein Gebiet grenzt im Süden an die Distrikte Moamba und Manhiça, im Westen an Republik Südafrika (mit dem Grenzverlauf im Kruger-Nationalpark) sowie im Norden und Osten an die Distrikte Massingir und Chókwè der Provinz Gaza.

## Bevölkerung
Der Distrikt Magude ist 7.010 Quadratkilometer groß – und damit der flächenmäßig größte Distrikt der Provinz Maputo – und hatte 2005 eine Einwohnerzahl von 62.434 Menschen, die einer Bevölkerungsdichte von 9 Personen pro Quadratkilometer entspricht. Im Vergleich zur Volkszählung 1997 – damals lebten im Distrikt Magude 42.788 Menschen – ist die Einwohnerzahl um 45 Prozent gestiegen. Die Bevölkerung ist im Durchschnitt sehr jung, etwa 42 Prozent aller Einwohner sind unter 15 Jahren, deren Lebenssituationen mehrheitlich ländlich geprägt; etwa 19 Prozent wohnen in urbanisierten Umgebungen.

## Einrichtungen und Dienstleistungen
Im Distrikt Magude befinden sich 88 Schulen, davon sind 53 Grundschulen (escolas do ensino primário). Es gibt 22 Gesundheitsstützpunkte für die medizinische Versorgung der Bevölkerung des Distrikts.
Im Ort Magude selbst befindet sich eine Filiale der staatliche Correios de Moçambique. Des Weiteren unterhält eine mosambikanische Bank, die Banco BCI, eine Filiale im Distrikt, ebenfalls direkt in Magude. Das Innenministerium berichtet, dass mit Stand 2005 im Distrikt der Empfang von Mobilfunksignalen nicht möglich war.

## Verwaltungsgliederung
Der Distrikt Magude ist in fünf Verwaltungsposten (postos administrativos) gegliedert:
- Magude
- Mapulanguene
- Mahela
- Motaze
- Panjane

Im Gegensatz zu den Distrikten Boane, Manhiça, Matola und Namaacha ist der Distrikt Magude kein Munizip (município), sodass dieser nur über sehr beschränkte Selbstverwaltungsrechte verfügt.

## Verkehr
Der Distrikt Magude verfügt bisher nur über wenige ausgebaute Verkehrswege, zwei Landstraßen (406 und 407) durchqueren den flächenmäßig sehr großen und sehr landwirtschaftlich geprägten Distrikt. Über die Landstraße 204 besteht Anschluss zur überregional bedeutenden Fernstraße EN1.
Magude ist auch an das nationale Schienennetz angeschlossen: Die Eisenbahnstrecke Linha de Limpopo (Maputo–Simbabwe) passiert das Distriktsgebiet und besitzt u. a. in der Distrikthauptstadt Magude einen Bahnhof, bevor diese weiter nach Chókwè führt.